# Sukmanie
Sukmanie (früher auch Sukman) ist ein Dorf der Gemeinde Wojnicz im Powiat Tarnowski der Woiwodschaft Kleinpolen in Polen.

## Geographie
Der Ort liegt 15 km südwestlich der Stadt Tarnów am linken Ufer vom Dunajec. Die Nachbarorte sind Wielka Wieś im Norden, Janowice im Osten, Olszyny im Süden sowie Milówka im Westen.

## Geschichte
Der Ort wurde im Jahr 1331 im Satz Nuncupatorum Suqmayn et Scrisew ... hereditatem suam Sukman erstmals urkundlich erwähnt, als er von Spycimir Leliwita von Melsztyn mit Leonard Rawita getauscht wurde. Der Name, später Shvkmany (1529) oder Suknian (1581), ist unklarer Herkunft, aber die manchmal vorgeschlagene Verbindung mit der Regionalkleidung sukmany ist unbegründet.
Politisch und administrativ gehörte das Dorf zum Königreich Polen (ab 1569 Adelsrepublik Polen-Litauen), Woiwodschaft Krakau, Kreis Sącz.
Bei der Ersten Teilung Polens kam Sukmanie 1772 zum neuen Königreich Galizien und Lodomerien des habsburgischen Kaiserreichs (ab 1804).
1918, nach dem Ende des Ersten Weltkriegs und dem Zusammenbruch der k.u.k. Monarchie, kam Sukmanie zu Polen. Unterbrochen wurde dies nur durch die Besetzung Polens durch die Wehrmacht im Zweiten Weltkrieg.
Von 1975 bis 1998 gehörte Sukmanie zur Woiwodschaft Tarnów.